# Brita Zippel
Brita Zippel, também chamada de Britta Sippel ( - 29 de abril de 1676) foi uma suposta bruxa sueca, conhecida como "Näslösan".

## Biografia
Brita Zippel nasceu em uma família rica. Seu pai, de ascendência alemã e mestre em esportes de bola, fundou o "Lilla Bollhuset", um prédio para esportes para as classes altas. Seus dois irmãos foram instrutores esportivos para os senhores da corte e o rei Charles XI.
Em 1669, com cerca de 30 anos, casou-se com Galle e teve dois filhos com ele. Brita tinha uma reputação de ser temperamental, ter mau controle de si mesmo e fazer feitiçaria. Sua irmã, Anna, disse a Galle que Brita era uma mulher má e que ele não se casasse com ela. Galle teve uma carreira promissora quando se cassou, mas depois de cerca de quatro anos, ele sofreu terrivelmente de sífilis, que o confinou à cama e arrumou-lhe financeiramente.
Brita foi chamada de "Näslösan" (Nossos olhos), porque a doença de seu marido o fez perder o nariz. Ela sobreviveu principalmente à caridade de sua irmã, Anna Zippel. Seus irmãos, os instrutores esportivos da corte, não reconhecera-la como irmã por causa de uma discussão sobre uma herança. Seus filhos foram deixados para mendigar nas ruas. Sua falta de auto-controle causou muitos argumentos, levando os vizinhos a evitá-la.
Brita Zippel foi julgada por feitiçaria três vezes: em 1668, em 1674 e em 1675. Em 1668, o mestre marinheiro Cornelius acusou-a de ter amaldiçoado seu navio, e Satanás jogá-lo fora de seu cavalo três vezes. Ela foi absolvida, como ele não poderia apresentar nenhuma prova e sua reputação ainda não era tão ruim. O tribunal multou Cornelius por calúnia. Em 1674, uma menina a acusou de bruxaria, mas a corte novamente a libertou, pois consideraram a testemunha insana. Em 1670, as igrejas começaram a usar a "oração das bruxas", e em 1675, o verdadeiro frenesi das bruxas chegou a Estocolmo. Brita foi naturalmente a primeira mulher a ser falada como uma bruxa.
Brita Zippel e sua irmã foram executadas na praça de Hötorget, na cidade de Estocolmo, em 29 de abril de 1676. As três mulheres condenadas comportaram-se de forma diferente: Anna Månsdotter cometeu suicídio antes da execução, embora seu corpo ainda fosse decapitado publicamente e queimado, Anna Zippel era passiva e entorpecida e Brita Zippel, no entanto, não foi à sua execução em silêncio. Sua filha, Annika, foi chicoteada e morreu no natal de 1676, aos quinze anos.